# حمض الترانيكساميك
حمض الترانيكساميك (بالأنجليزية: Tranexamic acid) هو مشابه اصطناعي لـ الحمض الأميني الليسين. ويستخدم لتخفيف أو منع فقدان الدم بصورة مفرطة أثناء النزف التالي للوضع، والجراحة، والرضة الخطيرة، والرعاف، وغزارة الطمث؛ فهو يساعد عملية الإرقاء. كما أنه يستخدم في حالات الوذمة الوعائية الوراثية. ويؤخذ إما عن طريق الفم أو الحقن في الوريد.
حدوث الآثار الجانبية نادر. ويشمل بعض التغييرات في رؤية اللون وجلطات الدم والحساسية. ويوصى بالحذر من استخدامه مع المصابين بأمراض الكلى.
```
يبدو أن ترانيكساميك آمن للاستخدام أثناء 
الحمل
 
والرضاعة الطبيعية
.
[
3
]
[
5
]
 ويوجد حمض الترانيكساميك في عائلة الأدوية المضادة للفيبرين.
[
4
]
```

تم اكتشاف حمض الترانيكساميك في عام 1962 من قِبل أوتاكو أوكاموتو. وهو مدرج في قائمة الأدوية الأساسية لمنظمة الصحة العالمية، وهي الأدوية الأكثر فعالية وآمنا واللازمة في النظام الصحي. حمض الترانيكساميك متاح كدواء عام. وتكلفة الجملة في العالم النامي حوالي 4.38 إلى 4.89 دولار أمريكي لدورة العلاج. ويتكلف العلاج في الولايات المتحدة من 100 إلى 200 دولار أمريكي.

## الاستخدامات الطبية

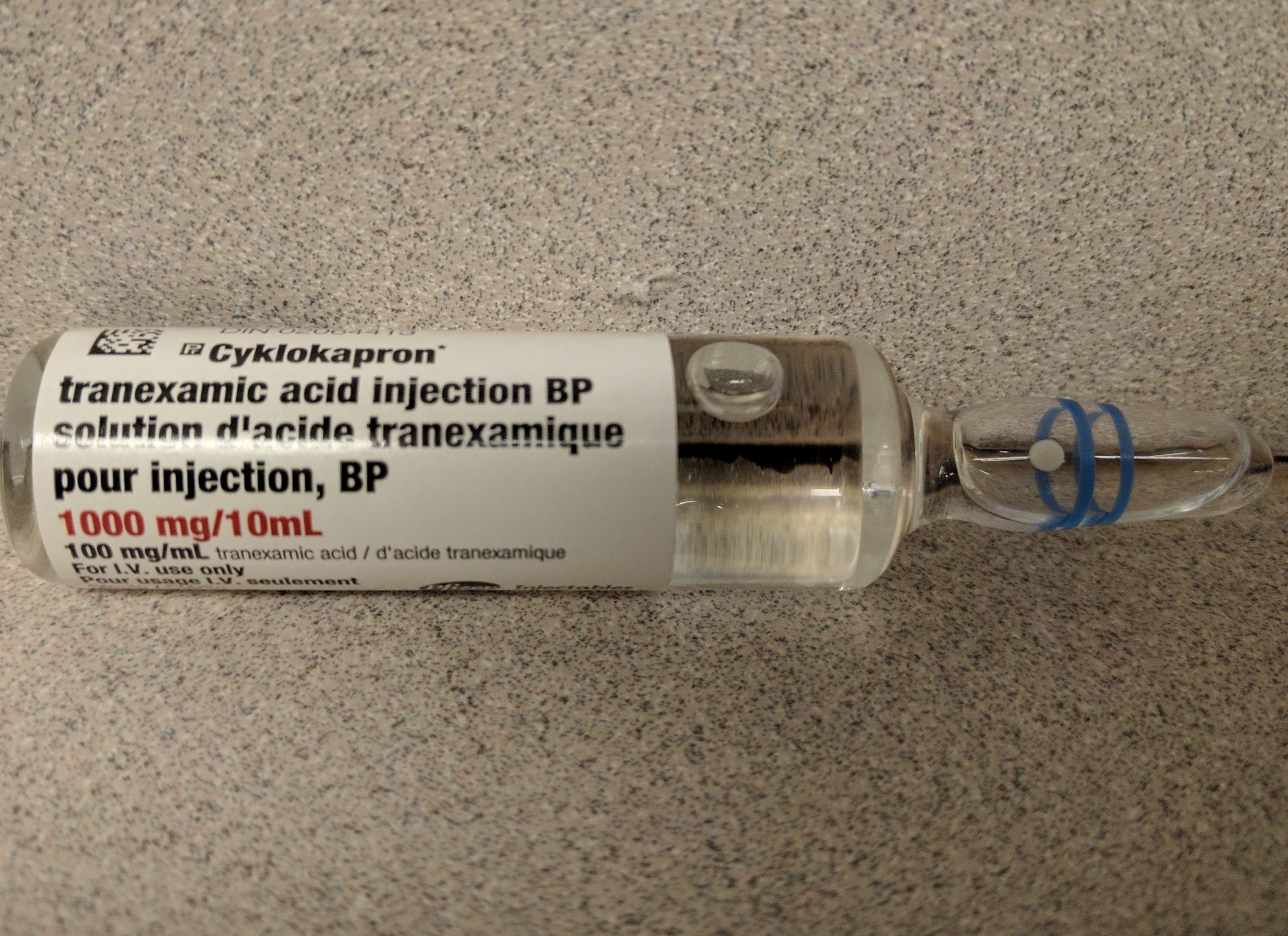
قنينة 1 جم من حمض الترانيكساميك

غالبا ما يستخدم حمض الترانيكساميك بعد الرضة الخطيرة. كما يستخدم أيضا لمنع وفقدان الدم في حالات مختلفة، مثل إجراءات طب الأسنان التي يصاحبها نزف، وغزارة الطمث، والعمليات الجراحية التي تنطوي على مخاطر عالية لفقدان الدم.

### الرضة
قد وُجِد أن حمض الترانيكساميك يقلل من خطر الوفاة لدى الأشخاص الذين يعانون من نزيف شديد بسبب الرضة. وتكمن فائدته الرئيسية عند أخذه في غضون الساعات الثلاث الأولى. وقد تبين أنه يقلل الوفيات الناجمة عن النزف أو أي سبب آخر. وتقيّم المزيد من الدراسات تأثير حمض الترانيكساميك في حالة إصابات الدماغ.

### النزيف المهبلي
يستخدم حمض الترانيكساميك لعلاج غزارة الطمث. حيث يعالج غزارة الطمث المنتظمة بأمان وفعالية عندما يؤخذ عن طريق الفم، كما يحسن جودة الحياة. وأظهرت دراسة أخرى أن الجرعة لا تحتاج إلى تعديل في الإناث اللائي تتراوح أعمارهن بين 12 و16 سنة.

### الولادة
يستخدم حمض الترانيكساميك بعد الولادة للحد من النزيف، وغالبا ما يستخدم مع الأوكسيتوسين. وانخفضت الوفيات بسبب النزيف بعد الولادة في النساء اللواتي يتلقين حمض الترانيكساميك.

### الجراحة
- يتم استخدام حمض الترانيكساميك في جراحة العظام للحد من فقدان الدم، وللحد من أو إلغاء الحاجة لجمع الدم قبل الجراحة. وقد أثبت قيمته في تطهير مجال الجراحة والحد من فقدان الدم عندما يُعطى قبل أو بعد الجراحة، مما قلل عمليات الاستنزاف وعدد عمليات نقل الدم.[22][23][24]
- في التصحيحات الجراحية لتعظم الدروز الباكر لدى الأطفال، حيث يقلل من الحاجة لنقل الدم.[25]
- في جراحة العمود الفقري (مثل حالات انحراف العمود الفقري جانبيا)، خلال التصحيح بالانصهار الشوكي الخلفي باستخدام الأجهزة، لمنع فقدان الدم المفرط.[26]
- في جراحة القلب، سواء مع أو بدون المجازة القلبية الرئوية (على سبيل المثال، جراحة فتح مجرى جانبي للشريان التاجي)، يتم استخدامه لمنع فقدان الدم المفرط.[22]

### طب الأسنان
في الولايات المتحدة، تم الموافقة على حمض الترانيكساميك من قِبل إدارة الأغذية والعقاقير للاستخدام قصير المدى في الأشخاص الذين يعانون من اضطرابات النزيف الحاد وعلى وشك الخضوع لجراحة الأسنان. فيستخدم حمض الترانيكساميك لفترة قصيرة من الوقت قبل وبعد الجراحة لمنع فقدان الكثير من الدم وتقليل الحاجة لنقل الدم.
ويستخدم حمض الترانيكساميك في طب الأسنان في شكل غسول للفم بتركيز 5٪ بعد خلع الأسنان أو الجراحة في المرضى الذين يعانون من طول وقت النزيف، مثل حالات الاضطرابات المكتسبة أو الموروثة.

### علم الدم
ليس هناك ما يكفي من الأدلة لدعم الاستخدام الروتيني لحمض الترانيكساميك لمنع النزيف في الأشخاص الذين يعانون من سرطان الدم. ومع ذلك، هناك العديد من التجارب التي تقيّم حاليا هذا الاستخدام لحمض الترانيكساميك. وبالنسبة للأشخاص الذين يعانون من اضطرابات النزف الموروثة (مثل مرض فون ويلبراند)، غالبا ما يتم إعطاء حمض الترانيكساميك. وقد أوصي به أيضا للأشخاص الذين يعانون من اضطرابات النزف المكتسبة (مثل مضادات التخثر الفموية المباشرة) لعلاج النزف الخطير.

### استخدامات أخرى
- الوذمة الوعائية الوراثية.[32]
- توسع الشعيرات النزفي الوراثي: وقد تبين أن حمض ترانيكساميك يحد من وتيرة حدوث الرعاف في المرضى الذين يعانون من نوبات نزف الأنف الشديدة والمتكررة الناجمة عن توسع الشعيرات النزفي الوراثي.[33]
- الكلف: يستخدم حمض الترانيكساميك في بعض الأحيان في تبييض الجلد كعامل موضعي يُحقن في مكان الإصابة، أو يؤخذ عن طريق الفم، سواء وحده وكمساعد للعلاج بالليزر. واعتبارا من عام 2017، بدا حمض الترانيكساميك آمن ولكن فعاليته لهذا الغرض غير مؤكدة؛ لأنه لم يكن هناك دراسات عشوائية تحت السيطرة على نطاق واسع ولا دراسات متابعة طويلة الأجل.[34][35]
- التحدمية: قد ثبت أن حمض ترانيكساميك فعال في الحد من خطر نتائج النزف الثانوي في المرضى الذين يعانون من تحدمية رضية.[36]

## موانع الاستخدام
- الحساسية لحمض الترانيكساميك
- التاريخ المرضي لنوبات الصرع
- التاريخ المرضي لانسداد الأوردة أو الشرايين الدموية أو مرض الانصمام الخثاري النشط
- القصور الكلوي الحاد بسبب تراكم الدواء، ويكون مطلوب تعديل الجرعة في حالة الخلل الكلوي البسيط أو المعتدل[1]

## الآثار السلبية
تشمل الآثار الجانبية الشائعة:
- الصداع (50.4 - 60.4٪)
- آلام الظهر (20.7 - 31.4٪)
- مشكلة الجيوب الأنفية (25.4٪)
- ألم البطن (12 - 19.8٪)
- الإسهال (12.2٪)
- الإعياء (5.2٪)
- فقر الدم (5.6٪)

وتشمل الآثار الجانبية النادرة:
- الانسداد الرئوي
- تخثر الأوردة العميقة
- الحساسية المفرطة
- اضطرابات بصرية

وتم الإبلاغ عن هذه الآثار الجانبية النادرة في تجربة ما بعد التسويق، ولكن لا يمكن تحديد وتيرة حدوثها.

### مجموعات خاصة من السكان
- يتم تصنيف حمض الترانيكساميك من فئة الحمل B. ولم يتم العثور على أي ضرر في الدراسات الحيوانية.[18]
- تظهر كميات صغيرة منه في لبن الرضاعة الطبيعية إذا أُخذ أثناء الرضاعة.[18] وإذا كان ذلك مطلوبا لأسباب أخرى، قد تستمر الرضاعة الطبيعية.[37]
- في القصور الكلوي، حمض ترانيكساميك ليس مدروسا جيدا. ومع ذلك، ينبغي أن تكون الجرعة معدلة في المرضى الذين يعانون من القصور الكلوي ويرجع ذلك إلى حقيقة أن 95٪ منه يفرز دون تغيير في البول.[18]
- في قصور الكبد، ليست هناك حاجة لتغيير الجرعة، حيث يتم استقلاب كمية صغيرة فقط من الدواء من خلال الكبد.[18]

## آلية العمل
حمض الترانيكساميك هو النظير الاصطناعي من حمض اللايسين الأميني. وهو بمثابة مضاد للفيبرين عن طريق عكس رابطة من أربعة إلى خمسة مواقع لمستقبلات الايسين على البلازمينوجين أو البلازمين، مما يمنع البلازمين (مضاد للبلاسمين) من الارتباط إلى الفيبرين المجزأ ويحافظ على إطار هيكل مصفوفة الفيبرين. حمض ترانيكساميك لديه ما يقرب من ثمانية أضعاف نشاط مضاد الفيبرين للنظير الأقدم، حمض ε- أمينوكابرويك.

## المجتمع والثقافة
تم اكتشاف حمض الترانيكساميك في عام 1962 من قِبل أوتاكو أوكاموتو. وقد أدرج في قائمة منظمة الصحة العالمية للأدوية الأساسية. وهو غير مكلف، ولكنه سوف يعتبر عال التكلفة بالنسبة لفاعليته في البلدان المرتفعة والمتوسطة والمنخفضة الدخل.

### الأسماء التجارية
يتم تسويق حمض ترانيكساميك في الولايات المتحدة وأستراليا في شكل أقراص باسم «ليستيدا»، وفي أستراليا والأردن يتم تسويقه في شكل حقن وريدية باسم «سيكلوكابرون»، وفي المملكة المتحدة «سيكلو-ف» و«فيمستروال»، وفي آسيا «ترانسكام»، وفي بنغلاديش «تراكسيل»، وفي الهند «باز»، وفي أمريكا الجنوبية «إسبرسيل»، وفي اليابان «نيكولدا»، وفي فرنسا ورومانيا «إكساسيل»، وفي مصر «كابرون»، وفي الفلبين، يتم تسويق في شكل كبسولة باسم «هيموستان»، وفي إسرائيل «هيكساكابرون».

### الموافقة على الدواء
وافقت إدارة الغذاء والدواء الأمريكية على أقراص حمض ترانيكساميك عن طريق الفم (اسم العلامة التجارية ليستيدا) لعلاج غزارة الطمث في 13 نوفمبر 2009.
وفي مارس 2011، تم تغيير حالة حمض الترانيكساميك لعلاج غزارة الطمث في المملكة المتحدة، من دواء طبي فقط (يصرف بواسطة وصف الطبيب) إلى دواء صيدلي (يصرف دون وصفة). وأصبح متاحا بدون وصفة في الصيدليات في المملكة المتحدة تحت أسماء تجارية سيكلو-ف وفيمستروال، وكان ذلك حصريا في البداية لصيدليات بوت، مما أثار بعض النقاش حول توافره. ويوصى باختبارات وظائف الكبد العادية عند استخدام حمض الترانيكساميك على مدى فترة طويلة من الزمن.

## روابط خارجية
- CRASH-2: tranexamic acid and trauma patients
- Tranexamic acid, UK patient information leaflet